# Sea Bird Island
Sea Bird Island, voorheen ook Seabird Island, is een eiland in de rivier Fraser in het westen van Canada. Het eiland bevindt zich nabij Agassiz in de provincie Brits-Columbia.

## Geschiedenis
Het eiland speelde een belangrijke rol als aanlegplaats voor stoomboten tijdens de gold rush op de Fraser (1858-1860). Het kreeg de naam van een van de eerste stoomboten die er dienstdeden, de SS Seabird. In 1967 werd de naam gewijzigd in Sea Bird Island.
Het eiland is momenteel een indianenreservaat.